# 부라더스
부라더스는 2017년 EP 《부라더스 1집》으로 데뷔한 대한민국의 음악 그룹이다.

## 방송
- 김태원석함 (2020)

## 음반
- 부라더스 1집 (2017)
- 밴드오브부라더스 (2019)
- 부라더스3(2024)